# سيدي سليمان (ولاية البيض)
سيدي سليمان، مدينة و بلدية تابعة إقليميا إلى دائرة بوعلام ولاية البيض الجزائرية.

## الموقع الجغرافي
يحد سيدي سليمان كل من:
- شمالا:اغواط
- جنوبا:سيدي طيفور
- شرقا.بريدة
- غربا:سيدي طيفور

## وصلات أخرى

### وصلات داخلية
- دائرة بوعلام
- ولاية البيض

### وصلات خارجية
- إذاعة البيض الجهوية نسخة محفوظة 27 ديسمبر 2012 على موقع واي باك مشين.: الموقع الرسمي.
- الموقع الرسمي لولاية البيض.
- متوسطة ابن خلدون (البيض).